# Miles Heizer
Miles Dominc Heizer (Greenville, 16 de maio de 1994) é um ator norte-americano, mais conhecido por seus papéis de Drew Holt em Parenthood e Alex Standall na série Original Netflix 13 Reasons Why, baseado no romance de Jay Asher. Em 2018, Heizer estrelou em Love, Simon como Cal.

## Biografia e carreira
Miles nasceu em Greenville, Kentucky. Sua mãe é enfermeira. Ele tem uma irmã mais velha chamada Moriah. Sua família se mudou para Los Angeles quando ele tinha dez anos de idade. Ele fez sua estreia como ator em um episódio de CSI: Miami intitulado "Nothing to Lose", interpretando o papel de Joey Everton.
Em 2007, Heizer desempenhou o papel de Davey Danner aos 12 anos de idade no filme Rails & Ties, para o qual ele foi nomeado para o Young Artist Award como Melhor Ator Jovem e Talentoso em um filme de longa metragem. Naquele mesmo ano, ele teve um papel recorrente como Joshua Lipnicki na série de televisão de drama médico ER da NBC.
Em 2010, Miles foi escolhido para interpretar Drew Holt, filho do personagem de Lauren Graham, na série de drama Parenthood. Heizer retratou Drew Holt ao lado de sua melhor amiga Mae Whitman. Em 2017, Miles estrelou na série da Netflix 13 Reasons Why, como Alex Standall. Ele também fez o papel de Cal Price, um dos colegas de classe de Simon, no filme de 2018 Com Amor, Simon.
Após cinco anos longe das telas, Heizer estreou em 2023 o filme de comédia dramática Ex-Husbands, no papel de Mickey Pearce, filho mais novo do protagonista. Ele está listado no elenco do filme People We Meet on Vacation, previsto para estrear em janeiro de 2026.

### Vida pessoal
Heizer se assumiu aos 19 anos como parte da comunidade LGBTQIA+.

## Filmografia

### Fimes
| Ano  | Título                         | Papel           | Notas           |
| ---- | ------------------------------ | --------------- | --------------- |
| 2006 | Paramedic                      | Young James     | Curta-metragem  |
| 2007 | Rails & Ties                   | Davey Danner    |                 |
| 2008 | Loon                           | Carson Lind     | Curta-metragem  |
| 2012 | The Arm                        | Chance          | Curta-metragem  |
| 2013 | Rudderless                     | Josh            |                 |
| 2014 | Memoria                        | Simon           |                 |
| 2015 | The Stanford Prison Experiment | Marshall Lovett |                 |
| 2015 | The Red Thunder                | Danny           | Curta-metragem  |
| 2016 | Nerve                          | Tommy Mancuso   |                 |
| 2018 | Love, Simon                    | Cal Price       | [ 8 ]           |
| 2023 | Ex-Husbands                    | Mickey Pearce   |                 |
| 2026 | People We Meet on Vacation     |                 | Em pós-produção |

### Televisão
| Ano       | Título                                       | Papel                       | Notas                                                       |
| --------- | -------------------------------------------- | --------------------------- | ----------------------------------------------------------- |
| 2005      | CSI: Miami                                   | Joey Everton                | Episódio: "Nothing to Lose"                                 |
| 2006      | Ghost Whisperer                              | Jake Morrison               | Episódio: "Drowned Lives"                                   |
| 2007      | Shark                                        | Jackie Buckner              | Episódio: "Strange Bedfellows"                              |
| 2007      | Bones                                        | Joey                        | Episódio: "Death in the Saddle"                             |
| 2007      | Private Practice                             | Michael                     | Episódio: "In Which Addison Has a Very Casual Get Together" |
| 2007      | ER                                           | Joshua Lipnicki             | 4 episódios                                                 |
| 2009      | Cold Case                                    | Keith Oats                  | Episódio: "Forensics"                                       |
| 2010–2015 | Parenthood                                   | Drew Holt                   | Personagem principal; 82 episódios                          |
| 2017–2020 | 13 Reasons Why                               | Alex Standall               | Personagem principal                                        |
| 2018      | 13 Reasons Why: Tentando Entender os Porquês | Ele mesmo                   | Temporada 1 e 2                                             |
| 2018      | RuPaul's Drag Race                           | Ele mesmo, jurado convidado | Temporada 10, episódio 10                                   |